# Frans Alfred Meeng
Frans Alfred Meeng (18 de janeiro de 1910 - 18 de setembro de 1944) foi um futebolista indonésio. 

## Carreira
Frans Alfred Meeng fez parte do elenco da histórica Seleção das Índias Orientais Holandesas que disputou a Copa do Mundo de 1938.

## Ligações Externas
- Perfil em Fifa.com (em inglês)